# Södermanlands runinskrifter 290
Runinskrift Sö 290 även kallad "Farstastenen", är en runsten som står vid Farsta gård i södra Stockholm. Den är den enda bevarade runstenen inom Söderort.
Farstastenen antas höra ihop med Ågestastenen Sö 301 som står på Magelungens andra, södra sida och i närheten av Norrån.

## Stenen
Stenen uppgavs på 1800-talet ligga på en flat häll mellan gårdshusen. Den restes på nytt 1875 och står nu ovanför Magelungens nordöstra strand och utmed den gångväg som från Farsta gård leder till Farstabadet. Motivets ornamentik består en runorm lagd i en åtta och den har ett flätat ringkors i åttans övre rundel. Ristningen dateras till 1000-talet efter Kristus.

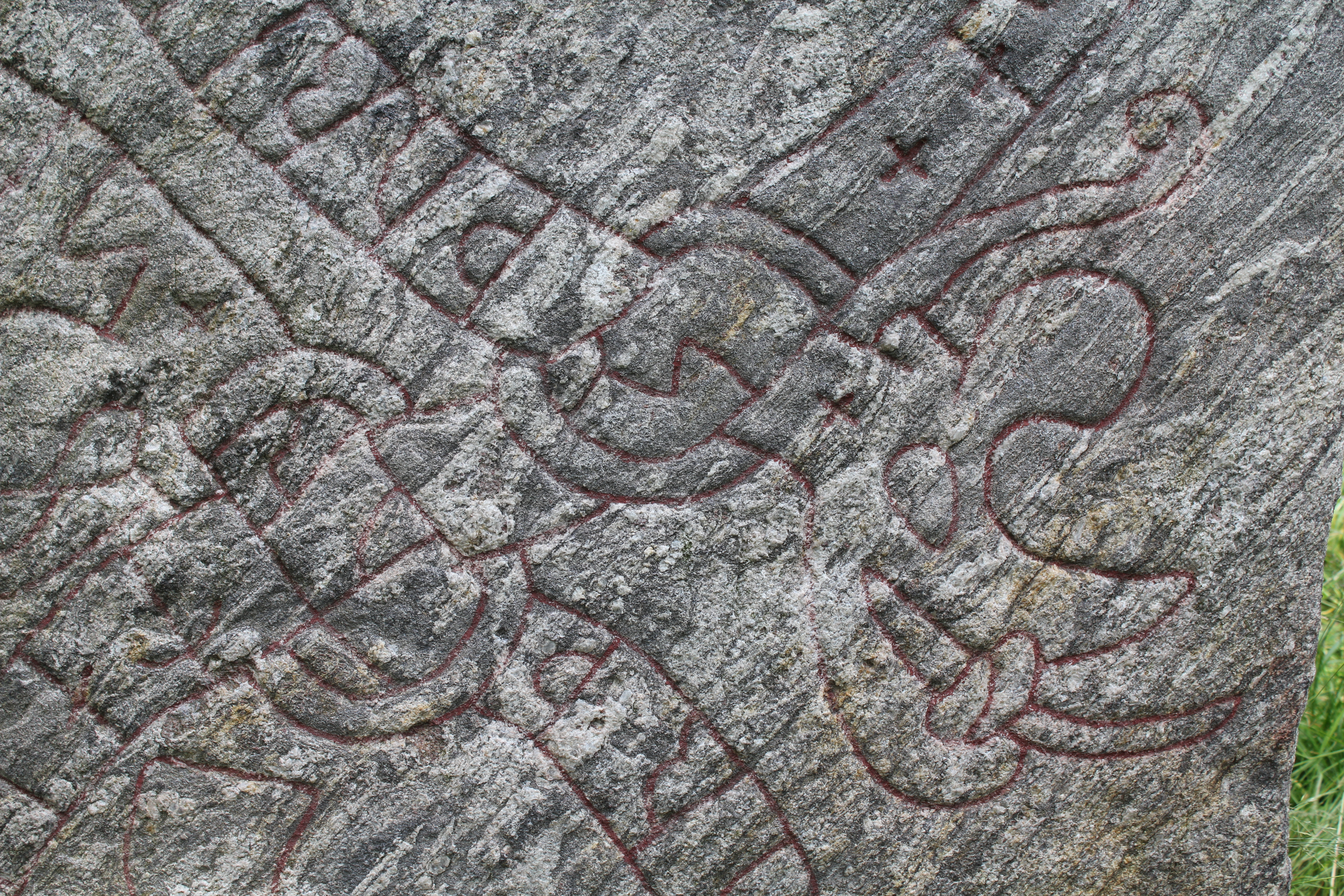
Ormens huvud och kopplingar.
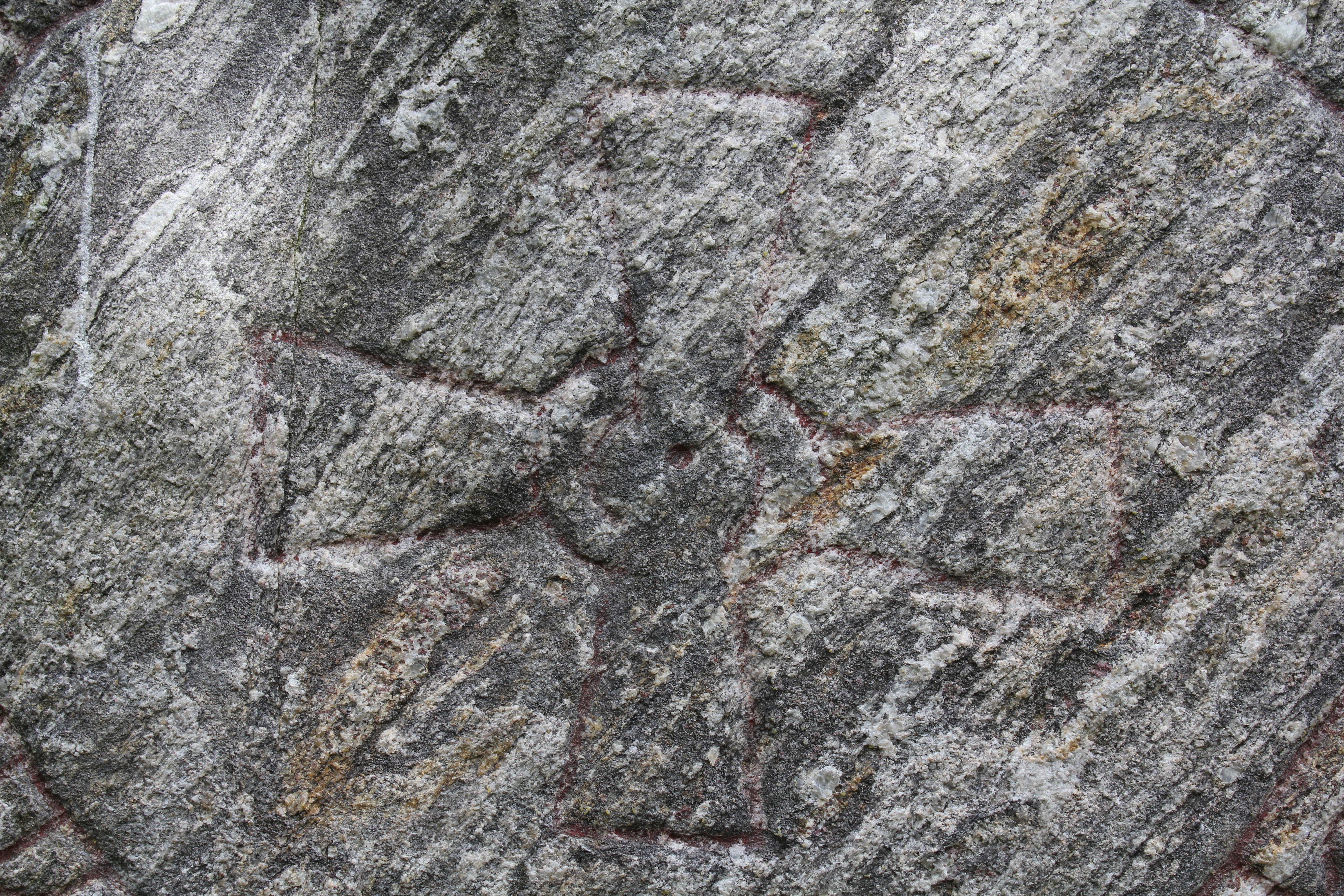
Ringkorset.

## Inskriften
Translitterering av runraden:
+ þuriʀ + auk + suaen + litu + raisa + stain + at + uinut + baurþur + sen + sun · hlku ·
Normalisering till runsvenska:
Þoriʀ ok Svæinn letu ræisa stæin at Viniut, broður senn, sun Hælgu.
Översättning till nusvenska:
Tore och Sven lät resa stenen åt Vinut, sin broder, Helgas son.